# DJ Shuuz
DJ Shuuz（ディージェイシューズ）は、岐阜県恵那市岩村町出身のDJ。
2000年頃より、バンドマンを経て、本格的にDJを始める。
スクラッチDJとして、主にスクラッチのフリースタイルバトルに参加。Vestax主催のDJバトルNotricks DJ Battleにおいては2度の準優勝。オンラインDJバトルUknown 準優勝など。
2008年より名古屋出身のラッパーSEAMOの専属バックDJとして、ライブでのスクラッチショーケースや、楽曲でのスクラッチにも参加。また、カルテット.のMC、NALとのソロユニットNAL&Shuuzでオリジナルミニアルバム「Life is beautiful」をリリース。